# هنري واشنطن يونغر
هنري واشنطن يونغر (بالإنجليزية: Henry Washington Younger)‏ هو شخصية أعمال أمريكي، ولد في 22 فبراير 1810 في هاريسونفيل في الولايات المتحدة، وتوفي في 20 يوليو 1862 في Westport, Kansas City, Missouri ‏ في الولايات المتحدة.